# اگیواس لوانیس (پیرگاس)
اگیواس لوانیس (پیرگاس) (به لاتین: Agios Ioannis (Pyrgos)) یک منطقهٔ مسکونی در قبرس است که در ناحیه نیکوزیا واقع شده‌است.

## خصوصیات
اگیواس لوانیس ۰ نفر جمعیت دارد.